# Claudine Rhédey von Kis-Rhéde
Claudine Rhédey grevinna von Kis-Rhéde, född 21 september 1812 i Erdöszentgyörgy, död 1 oktober 1841 i Pettau var en ungersk grevinna och farmor till Storbritanniens drottning Mary.

## Biografi
Claudine var dotter till greve Laszlo Rhédey von Kis-Rhéde och hans maka baronessan Agnes Inczedy de Nagy Varad. 
Den 2 maj 1835 gifte sig Claudine Rhédey von Kis-Rhéde i Wien med prins Alexander av Württemberg (1804–1885), enda son till hertig Ludwig av Württemberg och hans andra fru prinsessan Henrietta von Nassau-Weilburg (1780–1857). De fick tillsammans barnen Claudine Henriette Marie Agnes (1836–1894), grevinna von Hohenstein/prinsessa av Teck, Franz, hertig av Teck (1837–1900), gift 1866 med prinsessan Mary Adelaide av Cambridge, och Amalie Josephine Henriette Agnes Susanne (1838–1893), grevinna von Hohenstein/prinsessa av Teck, gift 1863 med greve Paul von Hügel.
På grund av det morganatiska äktenskapet blev hennes man fråntagen rätten till den württembergska tronföljden. Claudine erhöll den 16 maj 1835 titeln grevinna von Hohenstein. Efter sex års äktenskap dog grevinnan Claudine i enolycka, då hon blev ihjältrampad av några hästar vid en militärparad.